# Musca cassara
Musca cassara este o specie de muște din genul Musca, familia Muscidae, descrisă de Adrian C. Pont în anul 1973. Conform Catalogue of Life specia Musca cassara nu are subspecii cunoscute.